# Gianni Borgna
Gianni Borgna   (Roma, 1947 - Roma, 20 de febrer de 2014) fou professor universitari d'història i sociologia de la música a Roma. Va ser assessor de la Biennal de Venècia, conseller de cultura de l'Ajuntament de Roma a les juntes Rutelli i Veltroni, i president del nou Auditori de Roma. És autor d'assajos fonamentals sobre la història de la música popular a Itàlia (Storia della canzone italiana, Il tempo della musica, L'Italia di Sanremo), Roma i la seva vida cultural contemporània (Dal piacere alla dolce vita, amb Antonio Debenedetti) i la qüestió juvenil (Il mito della giovinezza). Sobre Pier Paolo Pasolini ha escrit, amb Carlo Lucarelli, Così morì Pasolini i, amb Adalberto Baldoni, Una lunga incomprensione. Pasolini tra destra e sinistra. Consultor musical del programa de televisió de Rai Tre La Grande Storia in prima serata, és autor del documental Città aperta (sobre la vida cultural a Roma entre el 1944 i el 1967) i de l'argument i el guió de la pel·lícula Profezia. L'Africa di Pasolini.